# 긴혀꽃꿀박쥐
긴혀꽃꿀박쥐(Macroglossus minimus)는 긴혀과일박쥐속에 속하는 큰박쥐류 박쥐의 일종이다. 가장 작은 큰박쥐류 박쥐의 하나로 평균 몸길이가 60~85mm 정도이다. 불그스레한 갈색을 띠며, 다른 종들에 비해 비교적 긴 털을 갖고 있다. 복부 쪽의 털은 연한 색을 띠며, 검은 갈색 줄무늬가 머리 윗쪽과 등쪽 양쪽에서 아래로 이어진다.

## 분포
긴혀꽃꿀박쥐는 태국과 말레이반도, 필리핀 남부, 자와섬, 보르네오섬, 뉴기니, 솔로몬 제도 그리고 오스트레일리아 북부 지역을 포함하여 넓은 지리적 분포를 보인다. 보르네오섬에서는 사바 주의 코타 키나발루와 세필록, 수카우, 타와우부터 브루나이의 반다르스리브가완, 사라왁의 바리오와 나아 그리고 바코 국립공원, 칼리만탄의 구능 케네피, 쿠타이, 숭가이 텡가에서 발견된다. 무리를 이루는 긴혀꽃꿀박쥐는 관측되지 않으며, 작은 집단을 형성하거나 홀로 사는 것으로 보인다. 말레이시아의 홍수림과 바나나 꽃에서 얻을 수 있는 꽃꿀과 꽃가루를 먹는다.
생태적으로 긴혀꽃꿀박쥐는 말레이시아 반도의 능소화과, 목면과, 콩과, 파초과, 도금양과 그리고 손네라티아아과의 많은 나무가 가루받이를 하는 데 중요한 역할을 한다. 해변 홍수림 주변 지역과 딥테로카르푸스과 나무 숲 그리고 저지대 산지 숲의 해발 1000m까지 높이에서 발견된다.

## 생태
전체 포획 종의 54%는 수컷이고 47%는 암컷이다. 다 자란 성체는 약 77%이다.
성적으로 성숙한 수컷은 발달한 정소를 갖고 있으며, 다발정동물 암컷의 번식 기간은 140일부터 160일 사이이다. 임신 기간은 약 120±10일 정도로 추산되며, 젖을 먹이는 기간은 60~70일이다. 필리핀 네그로스섬 지방의 암컷 박쥐에 관한 연구에 의하면, 1년에 두 세마리의 새끼를 낳는다. 계절에 관계없이 연중, 먹이가 풍부할 때에 맞추어 번식을 한다.
새끼 박쥐는 하루에 앞 팔이 0.24mm씩, 몸무게는 0.07g씩 자란다. 앞 팔 길이가 35.2mm, 몸무게가 약 8.6g 정도로 성숙해지면 자유롭게 비행을 한다. 다 자라면 몸길이가 60~85mm (머리 크기 26~28mm)가 되고, 앞 팔 길이는 40~43mm, 몸무게는 12~18g까지 자란다. 긴혀과일박쥐(Macroglossus sobrinus)보다 작고 가볍다.